# Японський фонд
Япо́нський фо́нд (яп. 【国際交流基金】, こくさいこうりゅうききん, кокусай корю кікін; англ. Japan Foundation) — японський благодійний незалежний адміністративний інститут, що займається промоцією японської культури у світі. Здійснює мистецько-культурні обміни між Японією та іншими країнами, сприяє вивченню японської мови закордоном, а також допомагає проводити японознавчі дослідження та конференції для науковців-японознавців. Заснований 1972 року як особливий інститут при міністерства закордонних справ Японії. 1 жовтня 2003 року став незалежною інституцією під егідою міністерства. Головний офіс розташований в Токіо, Шінджюку. Окремий відділ представлений в Кіото. При фонді діють Міжнародний центр японської мови (з 1989), Кансайський міжнародний центр (з 1997), Центр японсько-китайських обмінів (з 2006). Фонд має 22 власних представництва у 21 країні світу. З країнами, в яких представництва відстуні, включаючи Україну, фонд працює через японські офіційні дипломатичні представництва. З 2011 року чинний голова — японський дипломат Андо Хіроясу, колишній посол в Італії та консул у Нью-Йорку. Станом на 2013 рік у фонді працює 230 чоловік.

## Представництва
- Австралія (Сідней)
- Бразилія (Сан-Паулу)
- Канада (Торонто)
- КНР (Пекін)
- Єгипет (Каїр)
- Франція (Париж)
- Німеччина (Кельн)
- Угорщина (Будапешт)
- Індія (Нью-Делі)
- Індонезія (Джакарта)
- Італія (Рим)
- Малайзія (Куала-Лумпур)
- Мексика (Мехіко)
- Філіппіни (Маніла)
- Росія (Москва)
- Іспанія (Мадрид)
- Південна Корея (Сеул)
- Таїланд (Бангкок)
- Велика Британія (Лондон)
- США (Лос-Анджелес, Нью-Йорк)
- В'єтнам (Ханой)